# Fabriciola tonerella
Fabriciola tonerella är en ringmaskart som beskrevs av Banse 1956. Fabriciola tonerella ingår i släktet Fabriciola och familjen Sabellidae. Inga underarter finns listade i Catalogue of Life.